# Suzuki Stratosphere
Suzuki Stratosphere — концептуальний мотоцикл Suzuki, який оснащений 1100-кубовим поперечно-циліндричним 24-клапанним рядним 6-циліндровим двигуном потужністю 180 к.с. Згідно з прес-матеріалами Suzuki, двигун виробляв крутний момент понад 100 фунт-фут від трохи вище холостого ходу до червоної лінії. Повідомлялося, що двигун був на три чверті дюйма вужчим за 4-циліндровий двигун Hayabusa через вузьку відстань між отворами. Прототип вперше був представлений 22 жовтня 2005 року на 39-му Токійському автосалоні. Його загальний дизайн базується на оригінальній Suzuki ED1/ED2 Katana, створеній Target Design, і нагадує про неї.

## Особливості прототипу, показаного в Токіо
- Лобове скло з електрорегулюванням
- Чотири світлодіодні фари
- Регульоване кермо
- Вбудована GPS-навігаційна система з підключенням bluetooth для аудіо; відповідний шолом Bluetooth, показаний на виставці
- Прикріпні сідельні сумки з прихованими (поглибленими, невидимими) точками кріплення
- Комбінований ручний і автоматичний режими трансмісії з можливістю вибору з використанням ручної трансмісії з сервоприводом, подібної до Yamaha FJR1300A.
- Інтегрована електронна бездротова система захисту від крадіжок, подібна до системи брелоків Kawasaki Concours 14 Ki-Pass.
Виробництво схвалено
У серпні 2007 року компанія Suzuki підтвердила, що Suzuki Stratosphere розпочне виробництво, хоча очікувана дата випуску, початковий модельний рік, початкова ціна та конкретний список змін у порівнянні з оригінальним прототипом, показаним у Токіо, не були оприлюднені, окрім того факту, що він збереже шестициліндровий вузькопрохідний двигун.[1] Враховуючи досвід Suzuki з B-King, було ймовірно, що Stratosphere виглядатиме, принаймні візуально, дуже схожим на прототип, хоча алюмінієві обтічники були схильні замінити обтічниками з ABS, а багато спеціальної електроніки (GPS, HUD тощо) навряд чи побачать у виробництві.
За даними ЗМІ, Stratosphere повинен був надійти у виробництво як модель 2009 року.